# 自決派
自決派（英語：Self-determination groups），又稱民主自決派（Democratic self-determination groups），是指在香港主張通過民主自決，實現香港真普選及真正自治，不支持香港獨立及民族自決，同時達到反地產霸權、反對資本家及財團剝削和彰顯社會公義，並強調於社區參與中爭取自主權。
2017年，立法會議員劉小麗及香港眾志成員羅冠聰被褫奪議員資格，朱凱廸亦於2020年9月30日離任。值得一提的是，朱凱廸和支持者亦重新被視為民主派。經歷多位民主派參選人被取消參選資格，自決派亦相繼修改其政治論述，強調香港獨立並不作為民主自決的選項之一。但今日自決派仍逐漸式微，至今已在立法會沒有任何議席。

## 主張「民主自決」的爭議
2017年6月12日，台灣政黨時代力量和民進黨的多名立法委員公佈成立台灣國會關注香港民主連線（台港連線），香港親共報紙《大公報》及中國大陸黨報《環球時報》於翌日分別以頭條報道和社評，批評主張「香港自決」的香港泛民主派立法會議員朱凱廸、羅冠聰、陳志全，以及香港眾志黃之鋒、學聯前秘書長周永康昨日一同出席「台港連線」成立儀式。《大公報》說自決派與「台獨」勾結，認為「自決」實質就是「港獨」。《環球時報》的社評：「儘管出席的香港政客均聲稱他們不主張『港獨』，但從他們一直主張『香港自決』的言行來看，港台都有大量聲音指出：這下子『台獨』和『港獨』算是正式鬧一起去了」但稱台獨、港獨一起搞其實是無意識間宣示一個中國，又稱台獨與港獨皆偽命題，兩岸統一乃大勢所趨。
在2018年香港立法會補選期間，香港島選區選舉主任裁定周庭提名無效。選舉主任在通知書中指，香港眾志採用「民主自決」的主張，即使不提倡港獨，但同意公投應包括獨立和地方自治等選項，「清楚顯示」周庭沒有真心及真誠擁護《基本法》及效忠香港特區。香港眾志當年強烈譴責選舉主任作出政治決定，認為政府以政見整個組織的參選權和決定選舉中候選人的組成，是違憲及違反人權的做法。
有評論文章認為，所謂的「自決」在北京政府眼中必定等如「港獨」，因為就算是「自決派」也說服不了自己否定「港獨」是「自決」的可能性之一，既然中國共產黨要徹底打擊「港獨」勢力，就會由源頭連根拔起。換言之，中共要消滅的不單是「港獨」，更是「可獨」（可以獨立的想法），中共要打擊的不單是異見，而是提出異見的本身。文章又指出，中共在對付「可獨」與「港獨」的手法不同，後者是較清晰明確的政治主張，但前者卻可以有寬鬆而多元的理解。要更徹底（但這種「徹底」可能永不見底）地消滅「可獨」的思想源頭，可以會引發無止的上綱上線，例如在今日認為提出「自決」就是「可獨」，他日可能提出「自治」也是「可獨」，對「可獨」的無限上綱很快就會發展成「所有抗爭皆指向港獨」的荒謬推論，異見者將被禁足於議會；街頭抗爭的成本與風險將大幅上升，而有「結束一黨專政」作口號的維園六四燭光晚會也有可能成為打擊目標。最後，「自由」就是「可獨」，所有捍衞自由的都是政權的敵人，這可能就是中共最終劃分敵我的核心。
前學民思潮召集人兼香港眾志秘書長黃之鋒曾經告訴美國之音，他們並非在追求香港獨立，而要求的是“自決”，也就是香港人可以自由地決定自己的經濟和政治地位以及選舉香港領導人的權利。黃之鋒在2015年9月的《時代》雜誌上解釋了“自決”的理念，寫道《中英聯合聲明》明確表示香港可以在一國兩制原則下自己獨立運營，維持自己的核心價值（如司法獨立和權力分立）以及實施普選來享受自己的權利，最後走向民主自治。鑑於中英兩國政府都沒有承諾2047之後“一國兩制”是否不變，香港人應該通過公民投票，決定2047年香港的道路和政治地位，因為這樣民主運動的未來才可以存在。如果香港可以在中國的主權之下行使民主自治，香港就沒有必要走向獨立。他續指“自治”才能真正保證香港有一個真正公眾同意的政府，保護這個城市的自由和自治。

## 相關組織
- 小麗民主教室
- 土地正義聯盟
- 南區萬事屋
- 紅土家
- 觀塘願景
- 立言香港

### 過往
- 香港眾志
- 朱凱廸新西團隊

## 相關人士

### 前任立法會議員
| 地區直選、功能組別名稱 | 姓名   | 所屬政黨                             | 備註 |
| ---------------------- | ------ | ------------------------------------ | --- |
| 香港島                 | 羅冠聰 | 香港眾志                             | 任期： 法律上2016年10月1日至12日在任，實際上至2017年7月14日在任；被香港高等法院取消議員資格期間在任（前學聯成員，因香港立法會宣誓風波被褫奪議員資格，同時公民廣場案一審判社會服務令，二審判有期徒刑三個月以上，終審上訴中恢復一審判決；2020年離港） |
| 九龍西                 | 劉小麗 | 小麗民主教室、工黨（褫奪資格後加入） | 任期： 法律上2016年10月1日至12日在任，實際上至2017年7月14日在任；被香港高等法院取消議員資格期間在任。曾參與2018年11月香港立法會九龍西地方選區補選，惟因自決主張被選舉主任裁定提名無效（因宣誓風波被褫奪議員資格，已上訴，後來撤回）                 |
| 新界西                 | 朱凱迪 | 土地正義聯盟、朱凱廸新西團隊         | 任期： 2016年10月1日至2020年9月30日在任；2020年9月28日正式去信立法會秘書處，宣布9月30日後不再繼續出任第六屆立法會議員。（曾報名參選2019鄉郊代表，但無法通過政治審查）                                                                               |

### 其他人士
- 周永康：香港專上學生聯會前秘書長（因公民廣場案一審判緩刑，二審判三個月以上有期徒刑，終審上訴恢復一審判決）
- 周庭

## 選舉

### 立法會選舉
| 界別     | 選區   | 姓名   | 備註                                 |
| -------- | ------ | ------ | ------------------------------------ |
| 地方選區 | 新界西 | 朱凱廸 | 無申報政治聯繫參選，土地正義聯盟成員 |
| 地方選區 | 九龍西 | 劉小麗 | 小麗民主教室主席，隨後被褫奪議員資格 |
| 地方選區 | 香港島 | 羅冠聰 | 香港眾志主席，隨後被褫奪議員資格     |

| 界別     | 選區           | 姓名   | 備註                                                 |
| -------- | -------------- | ------ | ---------------------------------------------------- |
| 地方選區 | 新界東         | 何桂藍 | 無申報政治聯繫參選                                   |
| 地方選區 | 九龍東         | 黃之鋒 | 無申報政治聯繫參選，前香港眾志祕書長                 |
| 地方選區 | 新界西         | 朱凱廸 | 無申報政治聯繫參選，土地正義聯盟、朱凱廸新西團隊成員 |
| 地方選區 | 九龍西         | 張崑陽 | 無申報政治聯繫參選，前立言香港委員                   |
| 地方選區 | 香港島         | 袁嘉蔚 | 無申報政治聯繫參選，南區區議會田灣區議員             |
| 功能界別 | 區議會（第二） | 岑敖暉 | 無申報政治聯繫參選，朱凱廸新西團隊成員               |

| 選舉   | 地區直選得票 | 地區直選得票比例 | 地區直選議席 | 功能界別得票 | 功能界別得票比例 | 功能界別議席 | 超級區議會議席 | 議席       | +/-        |
| ------ | ------------ | ---------------- | ------------ | ------------ | ---------------- | ------------ | -------------- | ---------- | ---------- |
| 2016年 | 174,779      | 8.06%            | 3            | 無參與       | 無參與           | 0            | 0              | 3 / 70     | ▲3         |
| 2020年 | （已取消）   | （已取消）       | （已取消）   | （已取消）   | （已取消）       | （已取消）   | （已取消）     | （已取消） | （已取消） |
| 2021年 |              |                  |              |              |                  |              |                |            |            |